# 米代
米代（よねだい）は、福島県会津若松市にある町。米代一丁目と米代二丁目からなる。郵便番号は965-0875。

## 概要
会津若松市市街地の中部に位置しており、国道118号の西側を町域とする。

## 地理
会津盆地南東部に位置する会津地方の中心都市、会津若松市の北西部に位置する。周囲の地域とともに阿賀川の支流、湯川などやその支流により形成された扇状地上に発達した会津若松市の中心市街地を形作る。東は追手町、城南町、西は湯川町、南は南花畑、南町、北は山鹿町に接する。

## 世帯数と人口
2017年（平成29年）8月1日現在の世帯数と人口は以下の通りである。
| 丁目       | 世帯数  | 人口    |
| ---------- | ------- | ------- |
| 米代一丁目 | 214世帯 | 447人   |
| 米代二丁目 | 298世帯 | 597人   |
| 計         | 512世帯 | 1,044人 |

## 歴史

### 中世、近世
1384年、小田垣に蘆名直盛が東黒川館を築いた。これがのちに黒川城、小田垣城と言われるようになる。その後、伊達政宗の入城、奥州仕置を経たのちに蒲生氏郷により黒川が若松と改められ、1593年には城の改築をはじめた。これによって完成したのが天守閣（七層）、馬出、櫓などを備える城で、この際に内外の郭もつくられた。また、1640年、加藤明成は城の追手を北にしたほか、天守閣を五層に改めた。
江戸時代、現在の米代付近には、米代などがあった。米代は米台、米袋とも書き、若松城下城郭内西部に位置する東西4条の通りであった。北端から一之丁、二之丁、三之丁、四之丁とされ、士屋敷、役所、蔵などが立ち並んでいたとされているほか、西大手門の向かい側には重臣の屋敷もあったとされている。また、城郭外との間には河原町口などが設けられていたほか、1804年には藩校の日新館が開設された。
1868年（明治元年）9月22日、戊辰戦争の戦いの結果、若松城は開城し、現在の米代付近も大きな被害を受ける。

### 近代
明治時代に入ると、民生取締所、民生局による統治を経て、1870年に若松県が置かれたほか、江戸時代からの若松城下の町は再編され、本丁、米代、小田垣、横道、権現下郭に加えて、小田町、半兵衛町のそれぞれ一部（加えて外小田垣を含むともされる）が合わさり、若松栄町となった。栄町の町名は、戊辰戦争により周辺の地域が大きな被害を受けたため、以後栄えることを願い付けられたものされている。また、若松県庁が城内に置かれていた時期があったほか、1875年、新政府の方針により若松城は取り壊されている。
その後、1877年に旧来の福島県、磐前県、若松県が合併されて福島県となったことから若松県は廃止されたほか、1889年に町村制の施行によりそれぞれ若松町内の町名となる。1889年、合わせて若松栄町は栄町の町名となり、1899年には若松町の市制施行により若松市の町名となる。

### 現代
1955年、当時の若松市と高野村、一箕村、神指村、門田村、東山村、大戸村、湊村が合併、会津若松市となったことから、以後栄町は同市の町名となる。その後、1960年代に会津若松市の住居表示が実施され、現在の米代周辺も対象となる。そして、1965年、栄町、南町の一部により米代（米代一丁目、米代二丁目）が誕生する。

## 町名の変遷
| 実施後     | 実施年月日               | 実施前       |
| ---------- | ------------------------ | ------------ |
| 米代一丁目 | 1965年（昭和40年）2月1日 | 栄町（一部） |
| 米代一丁目 | 1965年（昭和40年）2月1日 | 南町（一部） |
| 米代二丁目 | 1965年（昭和40年）2月1日 | 栄町（一部） |
| 米代二丁目 | 1965年（昭和40年）2月1日 | 南町（一部） |

## 交通

### バス
町域西側を通る国道118号などで会津乗合自動車によるバスが運行されている。

#### 路線バス等の系統
- 市内1コース
- 市内2コース
- 市内3コース
- 市内4コース
- 市内5コース
- 市内6コース
- 鶴ヶ城・飯盛山線
- 芦の牧線
- 原長谷川線

- 塩川・喜多方線
- 熊倉・喜多方線
- 笈川線
- 永井野線
- 年貢町経由永井野線
- 本郷線
- リズム線

### 道路
- 国道118号
- 国道121号
- 国道401号
  - 国道121号、国道401号は国道118号との重複指定
- 福島県道211号西若松停車場南町線

## 施設
- 会津若松市立謹教小学校
- 福島県立若松商業高等学校
- 会津中央自動車教習所

## 神社、寺院、史跡など
- 鳥稲荷神社